# 北铁沟三结义庙
北铁沟三结义庙位于山西省临汾市洪洞县苏堡镇北铁沟村，创建于元延佑元年（1314），明、清重修，二进四合院，其中后部的正殿为元代遗构，前部的过殿为明代建筑、两侧东耳殿、东配殿、西厢房，为清代建筑。1970～90年代曾用作学校。1985年公布为第二批洪洞县文物保护单位。2021年8月4日，北铁沟三结义庙公布为第六批山西省文物保护单位。